# Hibiscus panduriformis
Hibiscus panduriformis är en malvaväxtart som beskrevs av Burman f.. Hibiscus panduriformis ingår i Hibiskussläktet som ingår i familjen malvaväxter. Utöver nominatformen finns också underarten H. p. multibracteatus.

## Bildgalleri

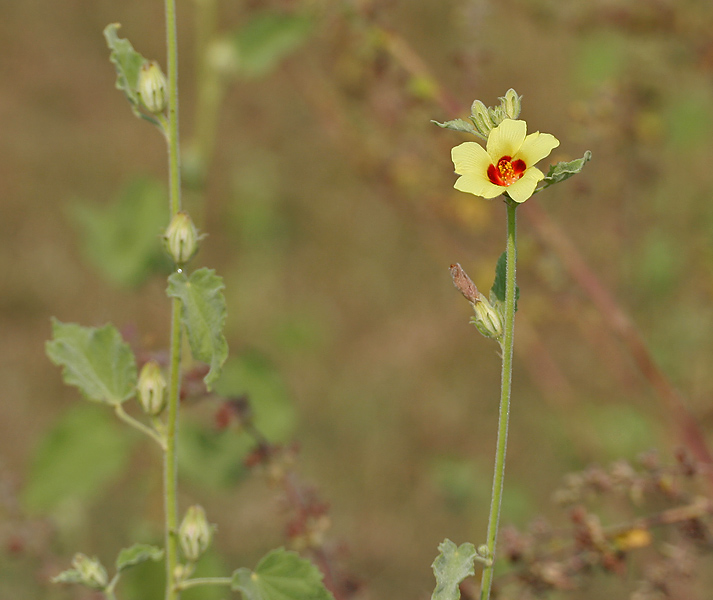
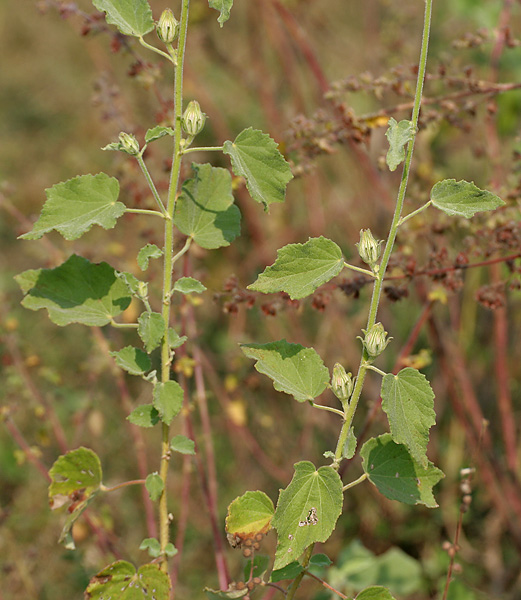